# Supercopa de Europa 2004
La Supercopa de Europa 2004 o Supercopa de la UEFA 2004 fue un partido de fútbol que enfrentó al ganador de la Liga de Campeones (Champions League) y de la Copa de la UEFA de la temporada anterior 2003-04. El partido tuvo lugar entre el FC Oporto y el Valencia CF, con victoria del Valencia CF por dos goles a uno. El partido se celebró el 27 de agosto de 2004 en el Stade Louis II (Mónaco).

## Previo
Esta edición de la Supercopa de Europa fue la Trigésima.
El Fútbol Club Oporto ganó la Liga de Campeones de la UEFA 2003-04 al imponerse en la final al AS Mónaco por tres goles a cero. Esta era la tercera vez (la segunda consecutiva) que el equipo portugués disputaba este torneo. En la edición anterior no pudo conquistar el título al perder contra el AC Milan (1-0); Consiguió ganarlo en 1987 contra el Ajax de Ámsterdam. El Oporto llegaba a este partido con la moral alta después de ganar la Supercopa de Portugal la semana anterior (1-0 ante el Benfica). Víctor Fernández dirigía al equipo por primera vez en partido oficial, ya que tres semanas atrás fue fichado para sustituir a Luigi Delneri, que duró muy poco como entrenador. José Mourinho, entrenador del club la pasada temporada, se marchó al Chelsea y se llevó a Ricardo Carvalho y Paulo Ferreira. Otros dos jugadores clave en la exitosa temporada anterior del Oporto también abandonaron el equipo en verano: Pedro Mendes y Deco. Para suplir esas bajas el club se reforzó con varios fichajes: Ricardo Quaresma, Seitaridis y Hugo Leal. Para este partido Víctor Fernández no pudo contar con Derlei ni con Diego por lesión. Vítor Baía llegaba a este partido como el Mejor portero de Europa.
Por su parte el Valencia Club de Fútbol se clasificó para jugar este partido después de conquistar la Copa de la UEFA 2003-04, ganando la final ante el Olympique de Marsella (2-0). El equipo ya disputó en una ocasión este torneo, en 1980, cuando venció al Nottingham Forest a doble partido. Claudio Ranieri pudo contar para este partido con los nuevos fichajes italianos Stefano Fiore, Marco Di Vaio y Bernardo Corradi. Roberto Ayala y Emiliano Moretti no pudieron participar en este torneo debido a que estaban con sus selecciones en los Juegos Olímpicos de Atenas 2004.

## Partido

### Primera parte
El partido comenzó muy igualado, aunque el Valencia dispuso de la primera oportunidad tras una jugada de di Vaio y posterior remate de Vicente. Luego el equipo español dispuso de otras dos oportunidades, aunque poco peligrosas.
El Oporto empezó a llegar a la Portería contraria, pero Hugo Leal , Hélder Postiga y Carlos Alberto desperdiciaron las ocasiones. A partir de entonces el equipo portugués tomó el control de la pelota y ralentizó el ritmo del encuentro. 
Benni McCarthy dispuso de un lanzamiento de falta que envió a las manos de Cañizares. Poco después el Valencia CF lo intento por medio de un remate de di Vaio que se marchó fuera por poco.
En el minuto 33 llegó el primer tanto del partido. Marco Di Vaio y Vicente empiezan una gran jugada y consiguen hacerle llegar el balón a Curro Torres, quien centra desde la banda derecha para que Baraja rematara de cabeza al fondo de las mallas.
A partir de entonces el Valencia controló el partido y el Oporto se vio incapaz de llegar a la meta contraria y solo dispuso de una ocasión más, una falta lanzada por Benni McCarthy que se marchó fuera. El equipo español dispuso de la última oportunidad antes del descanso cuando Baraja lanzó un disparo desde fuera del área que Vítor Baía consiguió atrapar.

### Segunda parte
Vicente tuvo la primera ocasión de la segunda parte, pero despejó bien Vítor Baía. El Oporto lo intentó después, pero Cañizares respondió bien al remate desde fuera del área de Carlos Alberto.
Mircea Lucescu sacó a Ricardo Quaresma a jugar para intentar variar el resultado del partido. Aunque en el minuto 66 llegó el segundo gol del equipo valenciano gracias a una gran jugada de Vicente por la banda izquierda que termina con un gran remate de cabeza del italiano Marco Di Vaio que pega en el palo derecho antes de entrar.
A los pocos minutos David Navarro estuvo a punto de marcar el tercero para su equipo al rematar al larguero un saque de esquina. A partir de entonces el Oporto se lanzó al ataque intentando empatar, y consiguió un gol en el minuto 78 gracias a un magnífico remate desde fuera del área de Ricardo Quaresma.
Después del gol el equipo portugués atacó, aunque el Valencia defendió bien hasta el final.

## Detalles
| 99         | POR        | Vítor Baía           |     |
| 22         | DEF        | Giourkas Seitaridis  |     |
| 2          | DEF        | Jorge Costa          |     |
| 7          | DEF        | Pepe                 |     |
| 8          | DEF        | Nuno Valente         |     |
| 6          | MED        | Costinha             |     |
| 18         | MED        | Maniche              |     |
| 4          | MED        | Hugo Leal            | 61' |
| 19         | MED        | Carlos Alberto Gomes |     |
| 41         | DEL        | Hélder Postiga       |     |
| 77         | DEL        | Benni McCarthy       | 72' |
| Entrenador | Entrenador | Víctor Fernández     |     |

| 1          | POR        | Santiago Cañizares     |     |
| 23         | DEF        | Curro Torres           |     |
| 17         | DEF        | David Navarro          |     |
| 5          | DEF        | Carlos Marchena        |     |
| 15         | DEF        | Amedeo Carboni         |     |
| 14         | MED        | Vicente Rodríguez      |     |
| 8          | MED        | Rubén Baraja           |     |
| 6          | MED        | David Albelda          |     |
| 19         | MED        | Francisco Pérez Rufete |     |
| 9          | DEL        | Bernardo Corradi       | 89' |
| 11         | DEL        | Marco Di Vaio          | 77' |
| Entrenador | Entrenador | Claudio Ranieri        |     |

| 10 | MED | Ricardo Quaresma | 61' |
| 12 | MED | César Peixoto    | 72' |

| 20 | DEL | Miguel Ferrer | 77' |
| 21 | MED | Pablo Aimar   | 89' |

| Anotado | 78' | Ricardo Quaresma | 1-2 |

| Anotado | 33' | Rubén Baraja  | 0-1 |
| Anotado | 67' | Marco Di Vaio | 0-2 |

| Amonestado | 40' | Benni McCarthy   |
| Amonestado | 52' | Jorge Costa      |
| Amonestado | 72' | Ricardo Quaresma |

| Amonestado | 16' | David Navarro  |
| Amonestado | 40' | David Albelda  |
| Amonestado | 90' | Amedeo Carboni |

| Árbitro             | Terje Hauge        |
| Árbitros asistentes | Steinar Holvik     |
| Árbitros asistentes | Ole Hermann Borgan |
| Cuarto árbitro      | Tom Henning Øvrebø |

| 99         | POR        | Vítor Baía           |     |
| 22         | DEF        | Giourkas Seitaridis  |     |
| 2          | DEF        | Jorge Costa          |     |
| 7          | DEF        | Pepe                 |     |
| 8          | DEF        | Nuno Valente         |     |
| 6          | MED        | Costinha             |     |
| 18         | MED        | Maniche              |     |
| 4          | MED        | Hugo Leal            | 61' |
| 19         | MED        | Carlos Alberto Gomes |     |
| 41         | DEL        | Hélder Postiga       |     |
| 77         | DEL        | Benni McCarthy       | 72' |
| Entrenador | Entrenador | Víctor Fernández     |     |

| 1          | POR        | Santiago Cañizares     |     |
| 23         | DEF        | Curro Torres           |     |
| 17         | DEF        | David Navarro          |     |
| 5          | DEF        | Carlos Marchena        |     |
| 15         | DEF        | Amedeo Carboni         |     |
| 14         | MED        | Vicente Rodríguez      |     |
| 8          | MED        | Rubén Baraja           |     |
| 6          | MED        | David Albelda          |     |
| 19         | MED        | Francisco Pérez Rufete |     |
| 9          | DEL        | Bernardo Corradi       | 89' |
| 11         | DEL        | Marco Di Vaio          | 77' |
| Entrenador | Entrenador | Claudio Ranieri        |     |

| 10 | MED | Ricardo Quaresma | 61' |
| 12 | MED | César Peixoto    | 72' |

| 20 | DEL | Miguel Ferrer | 77' |
| 21 | MED | Pablo Aimar   | 89' |

| Anotado | 78' | Ricardo Quaresma | 1-2 |

| Anotado | 33' | Rubén Baraja  | 0-1 |
| Anotado | 67' | Marco Di Vaio | 0-2 |

| Amonestado | 40' | Benni McCarthy   |
| Amonestado | 52' | Jorge Costa      |
| Amonestado | 72' | Ricardo Quaresma |

| Amonestado | 16' | David Navarro  |
| Amonestado | 40' | David Albelda  |
| Amonestado | 90' | Amedeo Carboni |

| Árbitro             | Terje Hauge        |
| Árbitros asistentes | Steinar Holvik     |
| Árbitros asistentes | Ole Hermann Borgan |
| Cuarto árbitro      | Tom Henning Øvrebø |

|                             |
| Bandera de España           |
| Campeón Valencia 2.º título |

### Incidencias
Partido disputado en el Stade Louis II de Mónaco ante 17292 personas. Rubén Baraja fue elegido mejor jugador del encuentro.